# Waverly (Washington)
Waverly és una població dels Estats Units a l'estat de Washington. Segons el cens del 2006 tenia 116 habitants.

## Demografia
Segons el cens del 2000, Waverly tenia 121 habitants, 46 habitatges, i 31 famílies. La densitat de població era de 116,8 habitants per km².
Dels 46 habitatges en un 41,3% hi vivien nens de menys de 18 anys, en un 60,9% hi vivien parelles casades, en un 2,2% dones solteres, i en un 32,6% no eren unitats familiars. En el 28,3% dels habitatges hi vivien persones soles el 6,5% de les quals corresponia a persones de 65 anys o més que vivien soles. El nombre mitjà de persones vivint en cada habitatge era de 2,63 i el nombre mitjà de persones que vivien en cada família era de 3,29.
Per edats la població es repartia de la següent manera: un 30,6% tenia menys de 18 anys, un 4,1% entre 18 i 24, un 32,2% entre 25 i 44, un 23,1% de 45 a 60 i un 9,9% 65 anys o més.
L'edat mediana era de 36 anys. Per cada 100 dones de 18 o més anys hi havia 100 homes.
La renda mediana per habitatge era de 38.125 $ i la renda mediana per família de 43.750 $. Els homes tenien una renda mediana de 31.042 $ mentre que les dones 20.625 $. La renda per capita de la població era de 15.072 $. Aproximadament el 5,9% de les famílies i el 8,4% de la població estaven per davall del llindar de pobresa.

## Poblacions més properes
El següent diagrama mostra les poblacions més properes.